# Franciszek Morze
Franciszek Morze (ur. 1802, zm. 1852 w Warszawie) – polski prawnik, autor rozpraw naukowych.
Wychowywał się na Litwie u wuja, proboszcza w Wilkiszkach (powiat rosieński). Studiował nauki prawne na Uniwersytecie Wileńskim, uzyskując magisterium. W latach studenckich był zaangażowany w ruch filaretów, co odnotowano m.in. w jednym z raportów policyjnych z 1824; w procesie filaretów został uniewinniony, ale opuścił Wilno i osiadł w Warszawie. Po 1830 pracował w kancelarii Najwyższej Izby Obrachunkowej. 
Zajmował się jednocześnie pracą naukową. Był zwolennikiem tezy, iż prawo rzymskie oddziaływało na prawo polskie przede wszystkim za pośrednictwem prawa miejskiego i kanonicznego. W 1826 na łamach "Dziennika Warszawskiego" opublikował pracę O wpływie prawodawstwa rzymskiego na prawo polskie i litewskie, która spotkała się z uznaniem Joachima Lelewela.